# Partidul Comunist al Venezuelei
Partidul Comunist al Venezuela (spaniolă Partido Comunista de Venezuela, PCV) este un partid comunist din Venezuela. Fondat în 1931, este cel mai vechi partid politic activ din Venezuela și a fost principalul partid de stânga al țării până când s-a fracturat în facțiuni rivale în 1971. În 2023, partidul s-a scindat din nou, din cauza divergențelor privind susținerea sau opoziția față de guvernul lui Nicolás Maduro.